# Holomelina marginata
Holomelina marginata là một loài bướm đêm thuộc phân họ Arctiinae, họ Erebidae.